# Осрик (король Дейры)
Осрик (др.-англ. Osric; погиб в 634) — король Дейры в 633—634 годах (или по другим сведениям, в 632—633 годах).

## Биография
Осрик был двоюродным братом короля Нортумбрии Эдвина Святого, сыном его дяди по отцу Этельрика. Он и его братья при жизни Эдвина находились в изгнании в Ирландии. После гибели Эдвина Осрик был избран королём, но смог утвердиться только в Дейре, тогда как в Берниции королём стал сын Этельфрита Энфрит. В «Церковной истории народа англов» Беда Достопочтенный утверждал, что Осрик был крещён епископом Йоркским Паулином, но, получив престол, вернулся к язычеству.
Летом 634 года (по другим сведениям, 633 года) Осрик осадил короля Гвинеда Кадваллона ап Кадвана, вероятно, в Йорке. Однако, по свидетельству Беды Достопочтенного, Кадваллон со всеми своими силами «решился на внезапный манёвр, застиг Осрика врасплох и перебил вместе с ним всё его войско».